# Valentin Kuzin
Valentin Jegorovič Kuzin (rusko Валентин Егорович Кузин), ruski hokejist, * 23. september 1926, Novosibirsk, Rusija, † 13. avgust, 1994, Rusija.
Kuzin je v sovjetski ligi igral za kluba Dinamo Moskva in Dinamo Novosibirsk, skupno je na 255-ih prvenstvenih tekmah dosegel 156 golov. Za sovjetsko reprezentanco je nastopil na enih olimpijskih igrah, na katerih je osvojil zlato medaljo, in dveh svetovnih prvenstvih (brez olimpijskih iger), na katerih je osvojil po eno zlato in srebrno medaljo. Za reprezentanco je nastopil na 50-ih tekmah, na katerih je dosegel 27 golov. Umrl je leta 1994 v starosti sedeminšestdesetih let.

## Pregled kariere
Odebeljeno - reprezentančni nastopi, glej tudi Statistika pri hokeju na ledu.
| Moštvo          | Liga                 | Sezona |    | Redni del | Redni del | Redni del | Redni del | Redni del | Redni del |   | Končnica | Končnica | Končnica | Končnica | Končnica | Končnica |
| --------------- | -------------------- | ------ | -- | --------- | --------- | --------- | --------- | --------- | --------- | - | -------- | -------- | -------- | -------- | -------- | -------- |
| Moštvo          | Liga                 | Sezona | OT | G         | P         | T         | +/-       | KM        | OT        | G | P        | T        | +/-      | KM       |          |          |
| Sovjetska zveza | Svetovno prvenstvo A | 54     |    | 6         | 2         |           | 2         |           |           |   |          |          |          |          |          |          |
| Sovjetska zveza | Svetovno prvenstvo A | 55     |    | 8         | 4         |           | 4         |           |           |   |          |          |          |          |          |          |
| Sovjetska zveza | Olimpijske igre      | 56     |    | 7         | 4         |           | 4         |           |           |   |          |          |          |          |          |          |
| Skupaj          |                      |        |    | 21        | 10        |           | 10        |           |           |   |          |          |          |          |          |          |